# Боргвард BX5
Боргвард BX5 је теренски аутомобил који производи немачка фабрика аутомобила Боргвард. Производи се од 2016. године.
Први пут је представљен на салону аутомобила у Женеви марта 2016. године. BX5 је друго теренско возило немачке компаније Боргвард, после већег модела BX7. BX5 је модел са plug-in hybrid погонским системом. У серијској верзији се очекује 2017. године, у варијантама са предњим и погоном на сва четири точка.